# 塩見英之
塩見 英之（しおみ ひでゆき、1966年〈昭和41年〉8月17日 - ）は、日本の建設・国土交通官僚。

## 来歴
兵庫県出身。1990年（平成2年）、早稲田大学政治経済学部を卒業し、同年建設省に入省。入省後、建設業行政に携わり、国土交通省大臣官房地方課公正入札監視官、土地・建設産業局建設業課入札制度企画指導室長、同局建設市場整備課労働資材対策室長、内閣官房内閣参事官、土地・建設産業局総務課長などを歴任。
2019年 （令和元年）7月9日、水管理・国土保全局次長に就任。
2021年（令和3年）7月1日、国土交通省大臣官房審議官（住宅局担当）に就任。
2022年（令和4年）6月28日、住宅局長に就任。
2023年（令和5年）7月4日、不動産・建設経済局長に就任。
2024年（令和6年）7月1日、国土交通省総合政策局長に就任。
2025年（令和7年）7月1日、国土交通審議官に就任。